# Gaziel
Agustí Calvet Pascual, más conocido por su seudónimo Gaziel (Sant Feliu de Guíxols, Gerona, 7 de octubre de 1887-Barcelona, 12 de abril de 1964), fue un escritor y periodista español que escribió en lengua catalana y española.

## Biografía
Emigró de niño a Barcelona junto a sus padres, pese a lo cual siempre se mantuvo en contacto con su localidad natal. En 1903 comenzó la carrera de Derecho en la Universidad de Barcelona, impulsado por el deseo paterno de que ganase una notaría. Más tarde se matriculó en la Facultad de Letras, su verdadera vocación. Vivió unos meses en Madrid, donde se doctoró en 1908. Allí tuvo la oportunidad de tratar a diversas figuras de la época, como Bonilla y San Martín –su querido maestro–, Ramón y Cajal, Luis Simarro, Unamuno, Galdós y a Valle-Inclán. 
Inició su carrera periodística en lengua catalana, en La Veu de Catalunya, la revista de la Lliga Regionalista. En 1911 comenzó a trabajar en el Instituto de Estudios Catalanes, fundado poco antes por Prat de la Riba. En la capital francesa, donde se había trasladado para profundizar sus conocimientos, vivió el estallido de la Gran Guerra, sobre lo cual dio buena cuenta en sus crónicas para La Veu. Estos trabajos no gustaron a  Prat de la Riba (que dirigía La Veu) y sí, en cambio, a Miquel dels Sants Oliver, que por entonces era todavía colaborador con el periódico de la Lliga. Esto llevó a Gaziel a incorporarse a La Vanguardia para escribir sobre el París de la Primera Guerra Mundial. Sus crónicas sobre la guerra fueron muy leídas en toda España y le consagraron como periodista. Desde entonces, y hasta 1953, utilizó casi exclusivamente el español, lo que le valió no pocas críticas por parte de los sectores más catalanistas. En el diario barcelonés, que durante la República llegó a ser uno de los que tenía más tirada de toda España, transcurrió buena parte de su carrera periodística e incluso llegó a dirigir el diario entre 1920 y 1936. En esa época se convirtió en el periodista político más admirado y en el líder de opinión de la burguesía liberal y democrática, que era el público natural de La Vanguardia. 
Al estallar la Guerra Civil, se exilió huyendo de la zona republicana, y el diario fue tomado por un comité obrero, pasando la dirección a María Luz Morales. Tras la victoria de Franco, regresó a España en 1940, acuciado por el avance nazi en Europa. Fue procesado y absuelto por las autoridades franquistas. Se estableció en Madrid, donde dirigió la editorial Plus Ultra, y comenzó a escribir en catalán libros de memorias y de viajes. Ya septuagenario, regresó a Barcelona donde retomó con entusiasmo la escritura en su lengua materna, tratando de reconciliarse con el catalanismo de su juventud. 
Republicano íntegro y de talante moderado, laico y demócrata, amante de su tierra y su lengua, más federalista que nacionalista, murió a la edad de 77 años y dejó un legado literario formado por ocho libros en castellano y catorce en catalán. Josep Benet, en el prólogo a la Obra Catalana Completa (1970) que publicó póstumamente la Editorial Selecta, valoró así su contribución: «Probablemente ha sido el escritor político más inteligente que ha dado la derecha catalana en este siglo».
Tras su muerte y durante más de treinta años, su obra experimentó un cierto olvido, atribuible a que había resultado un personaje incómodo tanto para el franquismo como, luego, para el nacionalismo catalán. En 2004, el profesor Xavier Pericay inicia su recuperación al incluirlo entre los periodistas que forman parte de su antología Cuatro historias de la República y en 2009 la editorial Diëresis empieza a recuperar sus obras como cronista de la I Guerra Mundial, primero con En las trincheras y, en 2013, con Diario de un estudiante. París 1914.

## Obras publicadas
- 1915. Diario de un estudiante en París. Casa Editorial Estudio. 1915 (reeditado en 1916)
- 1922. El ensueño de Europa. Una serie de crónicas, escritas originalmente en castellano, para el periódico La Vanguardia sobre la Conferencia de Génova.
- 1926. Hores viatgeres. Escrito en catalán en plena dictadura de Primo de Rivera
- 1953. Una vila del vuitcents
- 1958. Tots els camins duen a Roma. Història d’un destí (1893-1914)
- 1959. Castella endins. Traducción  castellana: Castilla adentro, (1962)
- 1960. Portugal enfora
- 1961. La península inacabada
- 1961. Seny treball i llibertat
- 1963. L’home és el tot (Florència)
- 1964. Un estudiant a París i d’altres estudis
- 1964. Sant Feliu de la Costa Brava
- 1964. París 1914 (versión ampliada en catalán de Diario de un estudiante en París)
- 2006. Meditaciones en el desierto. Destino.
- 2009. En las trincheras. Ed. Diëresis. Recuperación de sus crónicas de la Primera Guerra Mundial. ISBN 978-84-933997-7-1
- 2009. Meditacions en el desert. La Magrana.
- 2009. Quina mena de gent som. Pòrtic.
- 2013. Diario de un estudiante. París 1914. Ed. Diëresis. Traducción al castellano de la versión ampliada de esta obra, que el autor había vertido al catalán en 1964. ISBN 978-84-933997-9-5
- 2013. Tot s'ha perdut. RBA/La Magrana. Selección de artículos publicados en castellano en La Vanguardia y El Sol entre 1922 y 1934.
- 2014. En las trincheras (edición especial). Ed. Diëresis. Reedición conmemorativa que añade nuevas crónicas al libro de 2009. ISBN 978-84-941438-8-5
- 2014. De París a Monastir. Libros del Asteroide.